# Мацумото (город)
Мацумо́то (яп. 松本市 Мацумото-си) — Особый город в Японии, находящийся в префектуре Нагано. Площадь города составляет 978,77 км², население — 242 024 человека (1 августа 2014), плотность населения — 247,27 чел./км².

## Географическое положение
Город расположен на острове Хонсю в префектуре Нагано региона Тюбу. С ним граничат города Сиодзири, Адзумино, Омати, Окая, Уэда, Такаяма, посёлки Симосува, Кисо, Нагава и сёла Ямагата, Асахи, Тикухоку, Кисо, Аоки.

## Население
Население города составляет 242 024 человека (1 августа 2014), а плотность — 247,27 чел./км². Изменение численности населения с 1980 по 2005 годы:
| 1980 | 223 496 чел. |  |
| 1985 | 229 917 чел. |  |
| 1990 | 233 756 чел. |  |
| 1995 | 239 539 чел. |  |
| 2000 | 243 465 чел. |  |
| 2005 | 242 541 чел. |  |

## Символика
Деревом города считается сосна густоцветная, цветком — Рододендрон мягкий.

## Достопримечательности
- Замок Мацумото — старинный японский замок, зовущийся Замком ворона за чёрный цвет стен и распростёртые «крылья» боковых башен.
- Школа-музей Кайти — старейшая начальная школа Японии, открытая в 1873 году. Здание школы-музея, сохранившиеся парты, канцелярские принадлежности и документы конца XIX века относятся к ценным национальным культурным памятникам Японии.
- Асама-онсэн[англ.] — центр горячих источников Асама-онсэн.
- Фестиваль Сэйдзи Одзава Мацумото[англ.] — ежегодный фестиваль классической музыки, основанный в 1992 году, проводимый в августе и сентябре.
- Замок Хаяси — руины замка, построенного в 1459 году.